# Töppössaari
Töppössaari är en ö i Finland. Den ligger i sjön Salamajärvi och i kommunen Perho i den ekonomiska regionen  Kaustby ekonomiska region  och landskapet Mellersta Österbotten, i den centrala delen av landet, 400 km norr om huvudstaden Helsingfors. Öns area är 0,2 hektar och dess största längd är 60 meter i sydväst-nordöstlig riktning.